# Jelení (Nové Hamry)

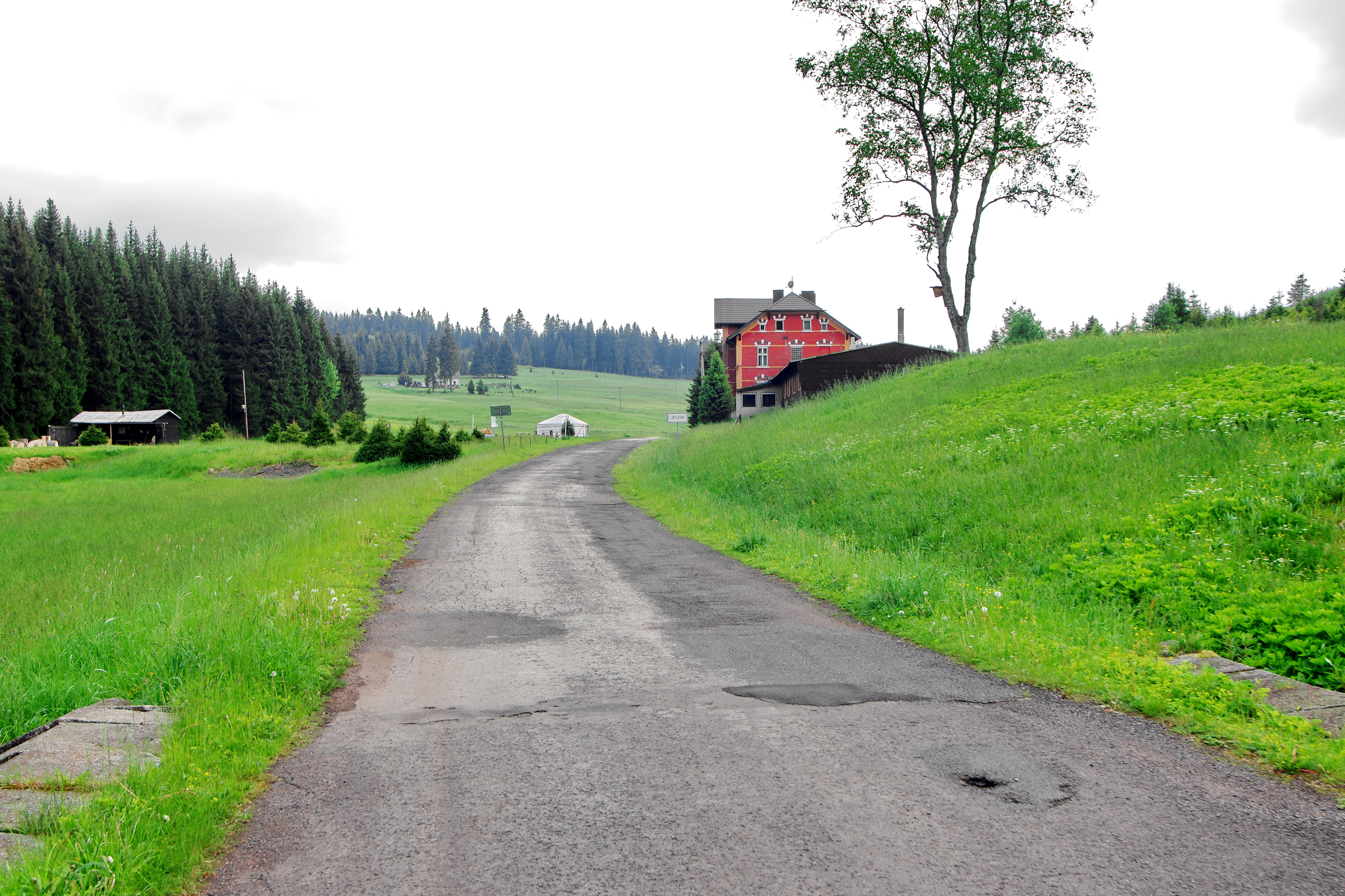
Ortseingang

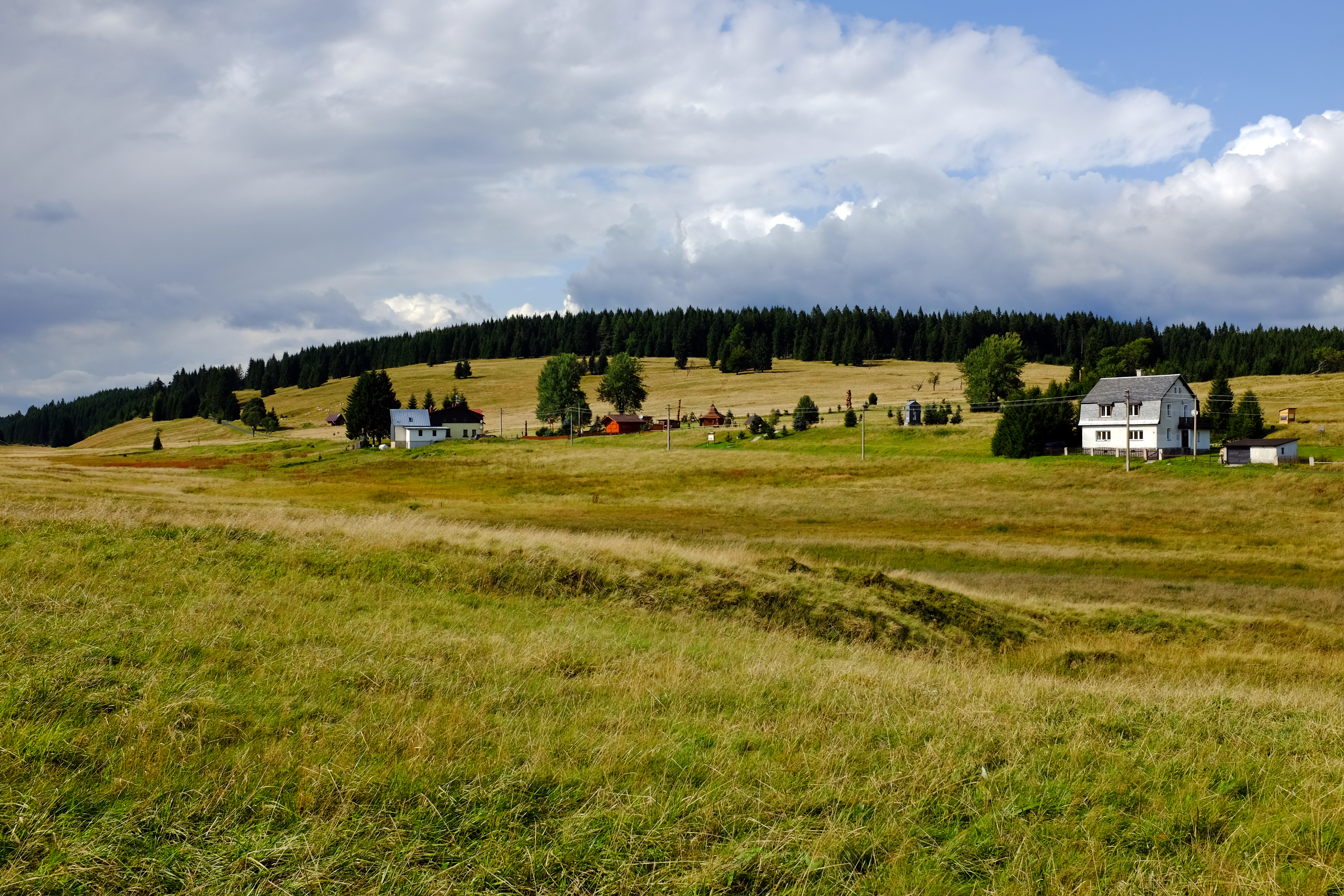
Oberer Ortsteil

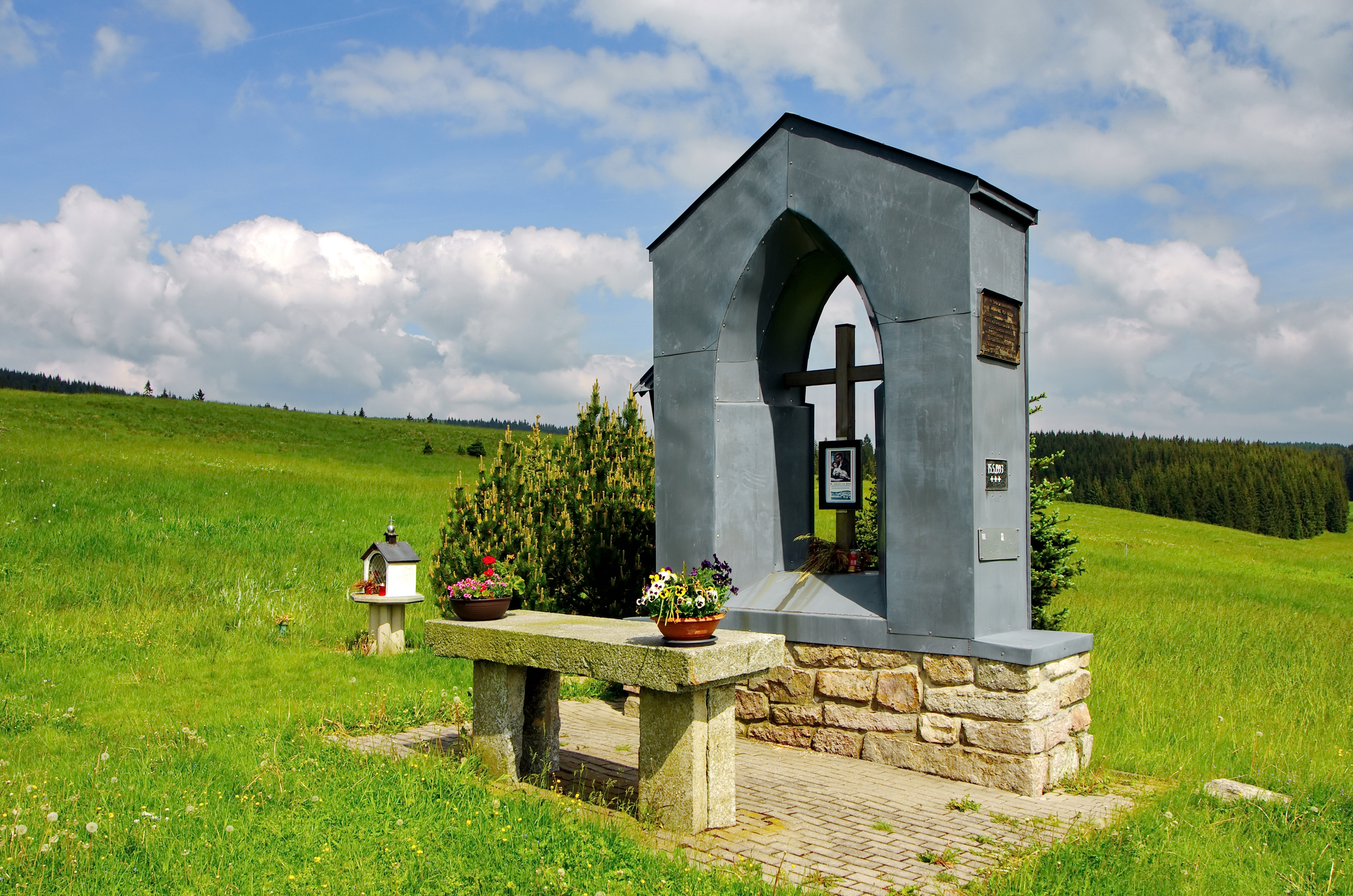
Denkmal an Stelle der Kirche

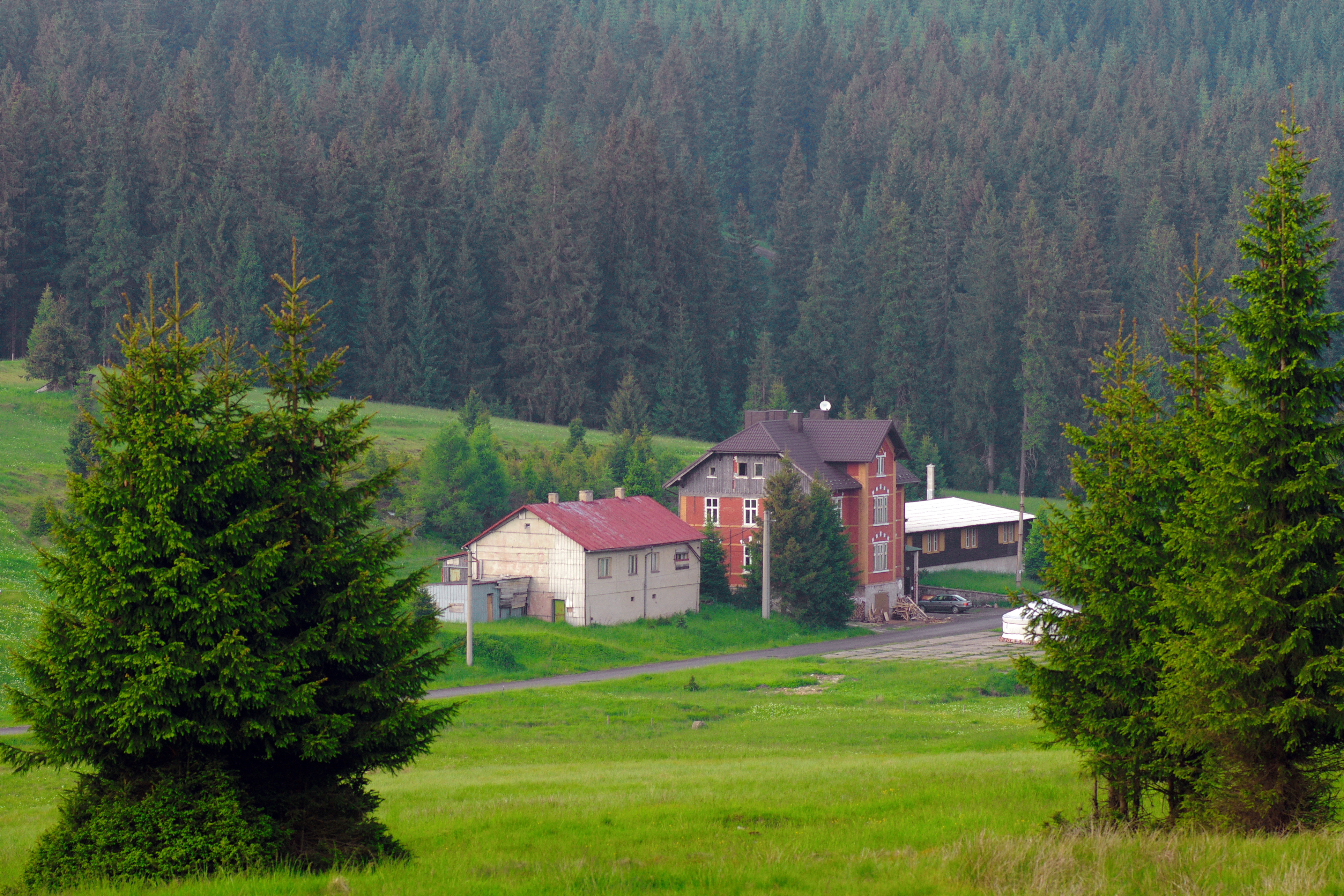
Villa im Ortsteil Steingrub

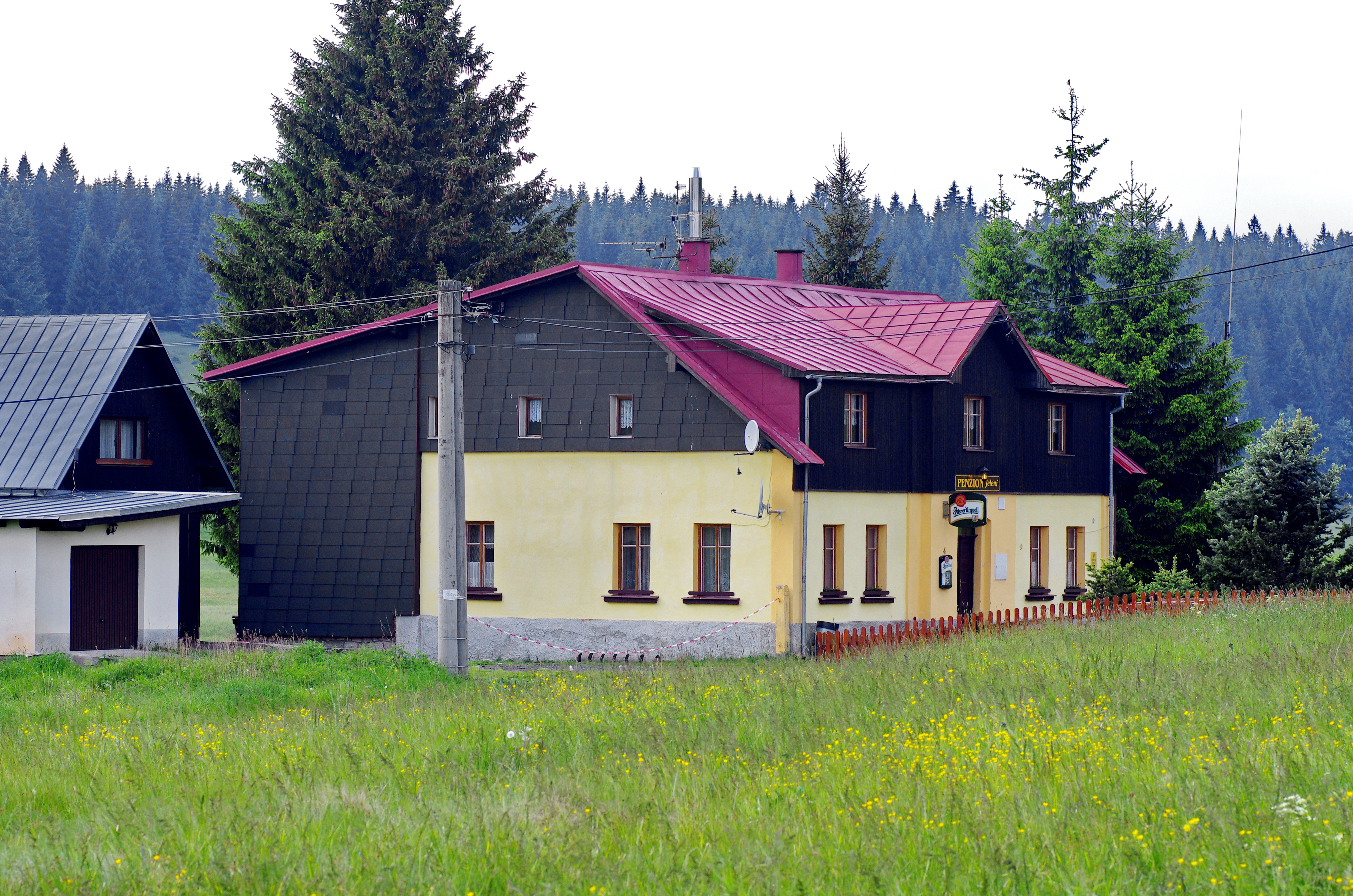
Gasthaus und Pension

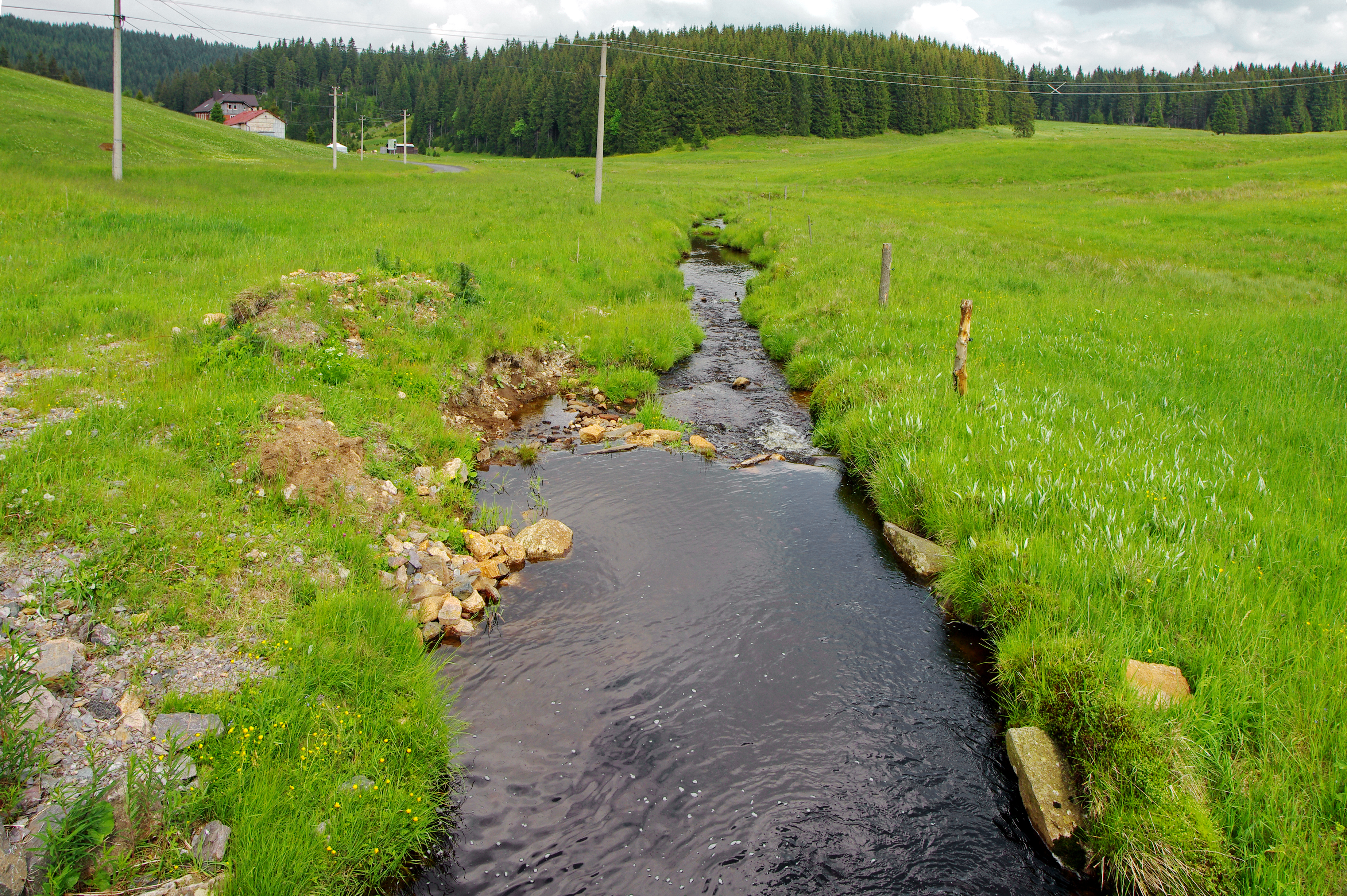
Verlauf des Schwarzwassers bei Jelení

Jelení (deutsch Hirschenstand) ist eine Grundsiedlungseinheit der Gemeinde Nové Hamry (Neuhammer), die zur Verwaltungsgemeinschaft Nejdek (Neudek) in Tschechien gehört.

## Geographie
Jelení liegt in einer Höhe von 861 m ü. NN im Westerzgebirge im Tal des Schwarzwasserbaches (Černá Voda). Das ehemalige Kirchdorf gehört zum Bezirk Karlsbad in der Karlsbader Region, Tschechische Republik. Es liegt am Hirschenstander Pass, einem alten Erzgebirgspass.

## Ortsteile
Zu Hirschenstand gehörten die Ortsteile Bura, Kronesberg, Karlberg, Fuchsseite, Peterwinkel, Steingrub, Gaglberg, Wasserstadt und Leierberg.

## Geschichte

### Vorgeschichte
Die Gründung von Hirschenstand in der Herrschaft Neudek ist auf den Bergbau zurückzuführen, über dessen Anfänge allerdings nichts bekannt ist. Das dichtbewaldete Hochtal an der oberen Rohlau wurde durch Erzprospektoren aus den anliegenden Grenzländer erschlossen, die hier auf umfangreiche Zinnvorkommen stießen. Ausgangspunkt der Kolonisation war die Ende des 13. Jahrhunderts entstandene Burg Neudek und die Stadt, die sich darum entwickelte. 1341 erwarben die Herren von Plick den gesamten Lehensbesitz vom Stift Tepl, so dass sie über alle wesentlichen Zinnfundstätten im Umland verfügten. Die ersten Bergmannsfamilien siedelten sich im 15. Jahrhundert an, die mittels Seifenarbeit nach Erzen suchten. Jedoch scheint der Ort zu dieser Zeit noch nicht existiert zu haben.

### Bis zum 17. Jahrhundert
Hypothesen zufolge wurde Hirschenstand durch Bergleute aus Schneeberg gegründet. Wie Bergstadt Platten dürfte die eigentliche Entstehung in die Blütezeit des Bergbaues in der ersten Hälfte des 16. Jahrhunderts fallen. Den Namen des südöstlichen Dorfteils Bura leitet eine Volkssage von der Frau des Reformators Martin Luther, Katharina von Bora ab, die auf der Durchreise am Rohlaubach in einem Zechenhaus übernachtet haben soll. Die Ersterwähnung erfolgte 1553 in dem Kirchenbuch von Platten, das ein Joachim Rheuß „von Hirschstand uffm Walde“ nennt. 1570 fand in Neudek das Aufgebot zwischen Wolf Kindel aus Platten und „Maria Blasius Mündels Tochter von Hirschenstandt“ statt. 1623 ist Georg Günl auf der Bura nachweisbar. 1624 findet sich die Bezeichnung als Bergort.
Die protestantisch gebliebenen Einwohner musste nach dem Dreißigjährigen Krieg den katholischen Glauben annehmen oder das Land verlassen. Ein Teil der Bevölkerung exilierte nach Kursachsen und gründeten hinter der Grenze Johanngeorgenstadt. Der Bergbau kam zwar nie völlig zum Erliegen, jedoch hatte die Herrschaft unter der Abwanderung schwer zu leiden. In der Seelenliste des Elbogener Kreises von 1651 kommt Hirschenstand nicht vor und spätere Bewohner werden noch teilweise in Trinksaifen mit aufgeführt. Ab Mitte des 17. Jahrhunderts siedelten sich neue Familien an. Die Steuerrolle von 1651 weist das Dorf mit zwei Anwesen aus. Die Bewohner waren nun hauptsächlich Waldarbeiter und Köhler, Bergbau spielte kaum noch eine Rolle. Seit ca. 1670 war Georg Lohwasser der erste Revierjäger in Hirschenstand.

### 18. Jahrhundert
Wegen überteuerter Getreidepreise brach in den Jahren 1771 bis 1772 im Erzgebirge eine große Hungersnot aus, der im Pfarrsprengel Neudek ca. 600 Menschen zum Opfer vielen. Da auf dem Friedhof von Neudek kein Platz mehr war, mussten bis zur Vergrößerung desselben, in den Filialen Neuhammer, Trinksaifen und Hirschenstand ein eigener Friedhof angelegt werden. Laut einem Aktenstück, welches dem Kaiser in Wien übergeben wurde, mangelte es den Bewohnern an Getreide. Die Gebirgsbewohner pflegten im Sommer in den kursächsischen Wäldern Holz zu fällen, während ihre Frauen und Kinder zu Hause Spitzen klöppelten. Der Verdienst reichte nicht für das tägliche Brot. Erwachsene und Kinder aßen auf den Wiesen Gras wie Vieh, oder nahmen abgebrühtes Heu zu sich. Die Einführung der Kartoffel konnte die Situation etwas verbessern. 1784 zählte das Dorf 84 Häuser.
Hirschenstand gehörte bis 1783 zur Pfarrei St. Martin in Neudek. Wegen des vor allem im Winter beschwerlichen Wegs war es den Bewohnern kaum möglich regelmäßig den Gottesdienst zu besuchen. 1773 kam es mit dem Pfarrer von Frühbuß zu einem Vergleich, der ab nun in den Ortschaften Hirschenstand und Neuhaus die Taufen und Krankenbesuche vornahm. Ein erstes Kirchlein unter dem Patrozinium des hl. Antonius von Padua entstand 1779 auf dem Grund des alten Friedhofes. Bauherr war der Besitzer der Herrschaft Graf Ludwig Hartig, der auch über das Patronatsrecht verfügte. Am 25. September 1786 ist der Ort zur Pfarrei erhoben worden. Eingepfarrt war der Nachbarort Neuhaus. Die erste Schule wurde 1783 gebaut.

### 19. und 20. Jahrhundert
Am 24. Juli 1821 stattete der Oberstburggraf Karl Graf Chotek der Kirche von Hirschenstand einen Besuch ab und befand, dass sie dem Einsturz nahe war. 1832 erfolgte der Bau einer neuen Kirche. 1847 bestand das Dorf aus 147 Häusern mit 1211 Einwohnern, eine Pfarrkirche, eine Schule, ein Grenzzollamt, ein Jägerhaus, eine Spitzenfabrik, ein Einkehrhaus, eine Getreidemühle und eine Brettmühle. Seit 1860 unterrichtete die Schule von Hirschenstand in zwei Klassen. Nach der Revolution 1848/1849 wurde im Kaisertum Österreich die Erbuntertänigkeit und die Patrimonialgerichtsbarkeit aufgehoben und Hirschenstand in den Gerichtsbezirkes Neudek eingegliedert. 1885 wurde ein neues Schulgebäude für am Ende vier Klassen errichtet.
Die Gemeinde war ab 1910 Teil des Bezirks Neudek. Nach dem Ersten Weltkrieg wurde das Sudetenland im Vertrag von Saint-Germain vom 10. September 1919 der am 28. Oktober 1918 neu gegründeten Tschechoslowakei zugeschlagen. Der neue Staat setzte seine Besitzansprüche teilweise militärisch durch. So wurde Hirschenstand am 15. Februar 1919 von tschechoslowakischen Einheiten besetzt. Mit der Übernahme des Sudetenlandes am 1. Oktober 1938 durch das Deutsche Reich und der Bildung des Reichsgaues Sudetenland am 15. April 1939 wurde Hirschenstand verwaltungsmäßig dem Landkreis Neudek im Regierungsbezirk Eger zugeordnet. Nach dem Ende des Zweiten Weltkrieges blieb Hirschenstand vorübergehend besatzungsloses Gebiet.
Zwischen Juli 1945 und Mai 1947 wurde fast die gesamte Bevölkerung vertrieben, mit Ausnahme von 26 Personen, die aufgrund ihrer Ausbildung für die wiederhergestellte Tschechoslowakei wichtig waren. Nach der Vertreibung der deutschen Bevölkerung wurden die Kirche, die zuvor über zehn Jahre als Kuhstall diente und fast alle anderen Gebäude des Ortes abgerissen. Mit der Kirche verschwand auch der Friedhof. Der Ort sank in der entfernt gelegenen Grenzregion an den Rand der völligen Bedeutungslosigkeit.

### Gegenwart
Erst nach der Eröffnung der Grenzübergänge nach Johanngeorgenstadt und Oberwildenthal kamen wieder zahlreiche Tagestouristen in den Ort, in dem daraufhin ein Gasthaus eröffnet wurde. Nach dem Zweiten Weltkrieg nutzte es das Tschechoslowakische Außenministerium bis 1997 als Ferienheim für seine Mitarbeiter. Seit dem Jahr 2015 hat Hirschenstand wieder 4 ständige Einwohner. Eine tschechisch-indische Familie kaufte die im Ortsteil Steingrub liegende „Villa“, ein schon vor 1945 staatliches Gebäude.

## Gewerbe

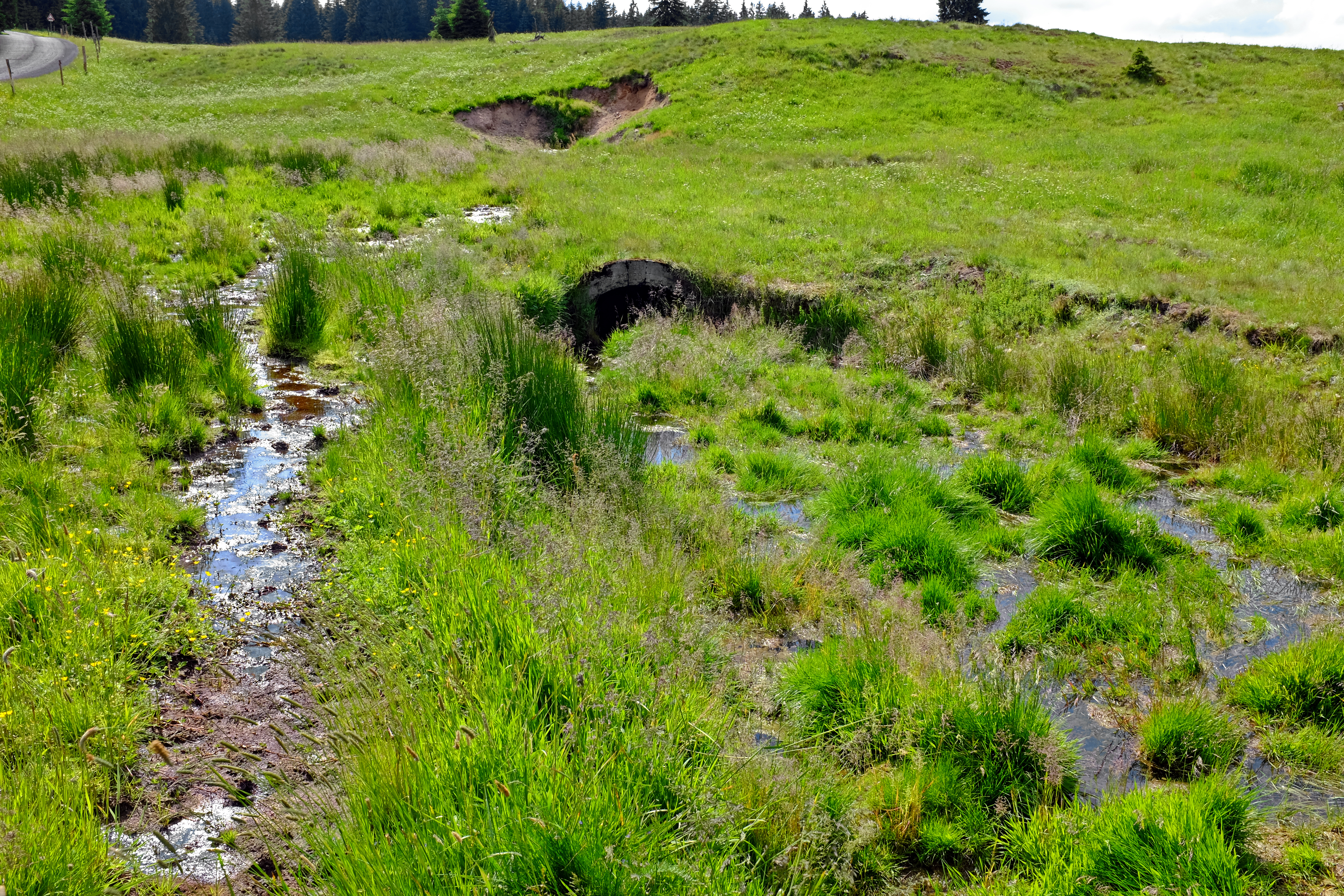
Reste des St. Georg-Erbstollens

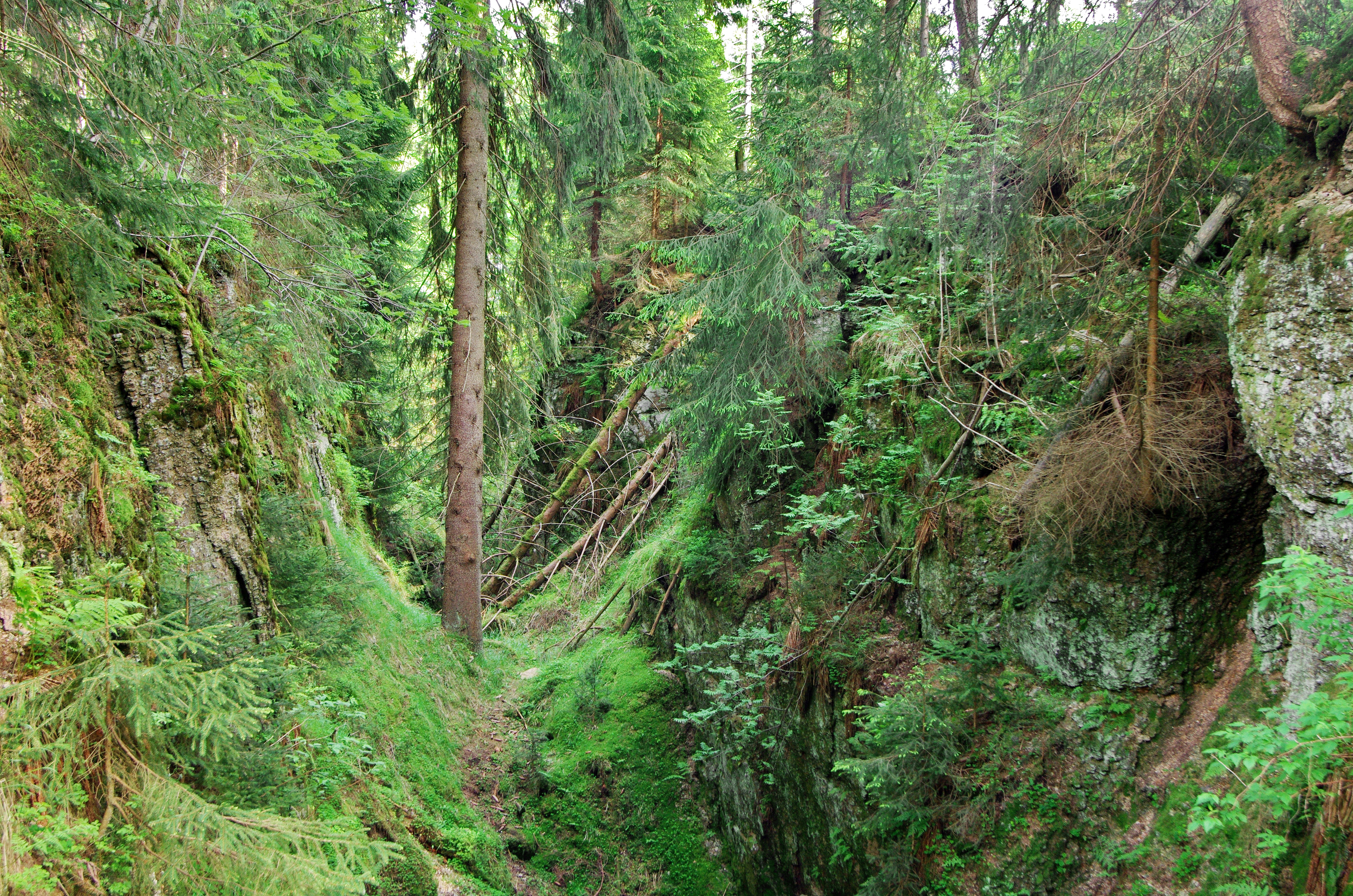
Pinge am Hirschkopffelsen

### Bergbau
Seit dem 14. Jahrhundert schürften und seiften Bergleute hier nach Zinn. Jedoch ist nicht ausgeschlossen das die im Lehensdokument von 1341 erwähnten Zinngruben auf andere Örtlichkeiten beziehen. Neben Zinn fand vereinzelt auch der Abbau von Eisen- und Manganerzen statt. Die Seifenwerke wurden zunächst in den schneefreien Monaten durch Saisonarbeiter, möglicherweise Neudeker oder Frühbußer Gewerke, betrieben. Extremen Witterungsbedingungen auf dem Erzgebirgskamm hatten eine dauerhafte Ansiedelung verhindert. Für das Seifen diente den Bergleuten der westlich in Richtung Sauersack entspringende Schwarzwasserbach, der in südlicher Richtung auf Höhe Neuhaus in die Rolava mündet.
Die drei wichtigsten Lagerstätten befanden sich rund um die spätere Ortschaft am etwa 1 km südöstlichen Hirschkopffelsen, am zwischen den Gemarkungen Hirschenstand und Neuhammer liegenden Boraberg und am etwa 1 km nordwestlichen Kranisberg (auch Kronesberg). 1444 gelangte die Herrschaft an die Grafen Schlick. Sie förderten den Bergbau und führten 1494 das sogenannte „Neudeker Waldzinnrecht“ ein, einem Vorläufer der späteren Bergordnung die den Zinnseifenbergbau in der Herrschaft regelte. Im Laufe des 15. Jahrhunderts gewann die Grubenarbeit an Bedeutung und drängte allmählich das primitivere Zinnseifen zurück. Nach dem Schmalkaldischen Krieg, in dem die Schlicks auf protestantischer Seite gegen Habsburg standen, wurden ihre Bergwerke unter königliche Verwaltung gestellt.
1556 werden erstmals Lehensträger für die Bura und den Hirschkopf erwähnt. 1620 ist ein altes Pleybergwerk in der Bura bezeugt. Im Neudeker Bergbuch werden 1622 als Bergbaureviere die Bura und der Hirschkopf aufgeführt. Im Ortsteil Kronesberg befindet sich auch der Erbstolln der zu Sauersack gehörenden Gruben auf dem Kronesberg (Kranisberg). Mitte des 16. Jahrhunderts erreichte der Bergbau seinen vorläufigen Höhepunkt. Danach ging die Förderung wegen unzulänglich entwickelter Abbautechnologien zurück.
Anfang des 19. Jahrhunderts war der Bergbau fast erloschen. 1805 arbeiteten in den Zinnzechen nur noch fünf Bergleute. Von 1835 bis 1879 ist der Abbau kurzzeitig wieder aufgenommen worden. Infolge der geringen Erträge und des niedrigen Zinnpreises wurden immer mehr Zechen aufgegeben. 1864 verunglückte der Schichtmeister Franz Ullmann in der Hirschkopfzeche nahe Hirschenstand. Da Nachforschungen nach seiner Leiche ergebnislos ausfielen, ging im Volksmund die Erzählung um, dass Ullmann beim Absteigen in den Schacht die Sprossen der Leiter über sich abgesägt haben soll, um nicht mehr an das Tageslicht zu gelangen. Er habe den Niedergang des Bergbaues nicht überwinden können.

### Industrie
Nach dem Rückgang des Bergbaues verdienten sich die Einwohner ihren Lebensunterhalt hauptsächlich durch Forstarbeit und Heimarbeiten wie Sticken und Nähen. Landwirtschaftlich war wegen der Höhenlage nur schwer möglich. Ab 1700 verbreitete sich auch in Hirschenstand das Spitzenklöppeln und wurde zur Haupteinnahmequelle. Allerdings konnte es das Einkommen aus dem Bergbau nicht ersetzen. Bedeutend war die im Jahre 1780 in Hirschenstand gegründete Spitzenfabrik Anton Gottschald & Comp. Die Firma beschäftigte im 19. Jahrhundert Spitzenklöppler aus dem gesamten Umland. Der Firmensitz wurde 1846 von Hirschenstand nach Neudek verlegt. Im Ort befand sich das Stammhaus des Firmengründers. Ein Teil der Bewohner immigrierte Ende des 19. Jahrhunderts nach Delmenhorst, wo sich die Norddeutsche Wollkämmerei und Kammgarnspinnerei befand.

## Demographische Daten
In der Gemeinde leben heute etwa zehn Personen in vier Häusern, darunter befindet sich eine Pension.
| Jahr          | 1786 | 1830 | 1890  | 1900  | 1910  | 1920 | 1945 |
| Anzahl Häuser | 84   | 183  | 162   |       | 142   | 140  | 143  |
| Einwohnerzahl |      | 941  | 1.207 | 1.019 | 1.071 | 889  | 905  |

Im Jahr 1850 sollen im Ort 1.600 Menschen gelebt haben.

## Sehenswürdigkeiten

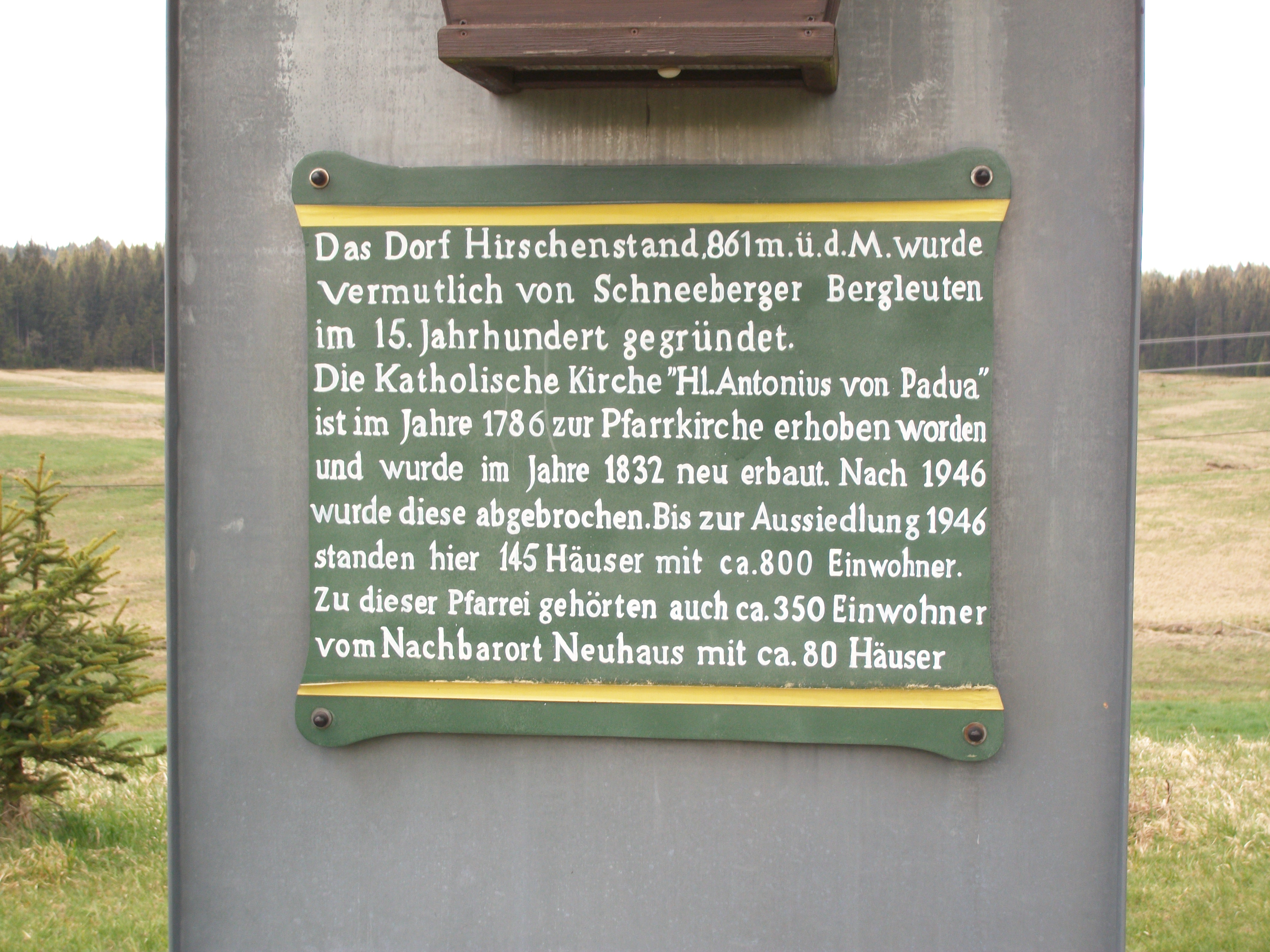
Gedenktafel

- GedenktafelDenkmal an der Stelle der abgerissenen Pfarrkirche St. Antonius von Padua
- Hirschkopffelsen (Jelení vrch)
- Kammerwagen

## Sport- und Tourismusmöglichkeiten
- Die Skimagistrale Erzgebirge/Krušné hory zwischen Weitersglashütte und Pernink führt durch Jelení.

## Persönlichkeiten
- Ludmilla Kunzmann (1774–1843), Spitzenhändlerin und Unternehmerin
- Franz Ullmann (1800–1864), Schichtmeister, Bergbauforscher und letzter Bergmeister von Neudek